# Горбачёв, Борис Сергеевич
Борис Сергеевич Горбачёв (1892—1937) — советский военный деятель, комкор.

## Биография
Родился 7 августа (19 августа по новому стилю) 1892 года. Сын крестьянина. Участник 1-й мировой войны, старший унтер-офицер.
В феврале 1917 года вступил в РСДРП(б). В 1918 вступил в РККА. Участвовал в боях с польскими легионерами генерала И. Р. Довбор-Мусницкого и германскими войсками.
С мая 1918 года — командир Особого железнодорожного кавалерийского полка, во главе которого проводил карательные операции в Смоленской губернии. Затем воевал на Юге России. С осени 1919 года — командир 35-го кавалерийского полка. С июля 1920 года — командир 3-й бригады 4-й кавалерийской дивизии.
Образование получил в Военной академии им. М. В. Фрунзе (1926). В июне-августе 1931 года был главой советской военной делегации, присутствовавшей на маневрах рейхсвера в Германии.
С декабря 1933 года — помощник, через год, с декабря 1934 года — заместитель командующего войсками Московского военного округа.
Арестован 3 мая 1937 года на посту командующего войсками Уральского военного округа. 3 июля 1937 года был приговорён Военной коллегией Верховного суда СССР к смертной казни и в тот же день расстрелян. 14 марта 1956 года реабилитирован.

## Семья
Жена — Розалия Георгиевна Крепляк, врач, была осуждена в октябре 1937 года «за недоносительство» к восьми годам лагерей, наказание отбывала в Сиблаге. Сын — Василий (1914 г.р.), слушатель Военной академии механизации и моторизации РККА, был арестован в сентябре 1937 года и в феврале 1938 года был осуждён на пять лет по ст.58 п."1В", 13 УК РСФСР. Наказание отбывал в Белбалтлаге. Две дочери Лора (1929 г.р.) и Регина (1931 г.р.) Лора Борисовна Горбачева  Доктор биологических наук, профессор, работала заведующей лабораторией Института биохимической физики имени Н.М.Эмануэля Российской академии наук, имеет почетное звание «Заслуженный деятель науки РФ»

## Награды
- Три ордена Красного Знамени (25.02.1921, 11.05.1921, 18.05.1922)[4].